# عزبه نيل
عزبة نيل هي إحدى القرى التابعة لمركز الحامول في محافظة كفر الشيخ في جمهورية مصر العربية. حسب إحصاءات سنة 2006، بلغ إجمالي السكان في الحوة 7388 نسمة، منهم 4300 رجل و3088 امرأة.